# مسئله نژاد
مسئله نژاد (انگلیسی: The Race Question) اولین جمله از چهار بیانیه یونسکو دربارهٔ مسائل نژاد (انسان) است. در ۱۸ ژوئیه ۱۹۵۰ به دنبال  جنگ جهانی دوم و نژادپرستی نازی‌ها برای روشن شدن آنچه از نظر علمی در مورد نژاد شناخته شده بود، و به عنوان محکومیت اخلاقی نژادپرستی صادر شد.